# Epictia alfredschmidti
Epictia alfredschmidti — вид змій родини струнких сліпунів (Leptotyphlopidae). Ендемік Перу.

## Поширення й екологія
Epictia alfredschmidti відомі з типової місцевості, що лежить у районі Мальвас у провінції Уармей у регіоні Анкаш на заході Перу. Вони живуть у гірських степах Анд, на висоті від 2940 до 3090 м над рівнем моря.